# Markland
Markland blev måske opdaget allerede i 985, da Bjarni Herjolfsson kom ud af kurs på sin vej til Grønland. Stedet blev dog først navngivet af Leif den Lykkelige omkring år 1000, da han var på sin opdagelsesrejse ned langs den nordamerikanske kyst.
Man er rimeligt sikker på, at Markland er det område, vi i dag kender som Labrador.
Da Leif den lykkelige ankom til stedet, var det fyldt med træer, derfor var det naturligt for ham at give det navnet Markland, som betyder skovland. Bygderne på Grønland benyttede så sent som 1347 det træ, de kunne få i Markland.